# Református Szemle
A Református Szemle ( alapítás: 1908) lektorált teológiai szakfolyóirat, amely tudományos cikkeket és kritikai recenziókat közöl a teológia és vallástudomány tárgyköréből, illetve ennek határterületeiről (történelem, filozófia, művészettörténet, régészet, szociológia, irodalomtörténet). A folyóiratot hagyományosan Erdély két református egyházkerülete és a Romániai Evangélikus-Lutheránus Egyház adja ki. Az Erdélyi Református Egyházkerület hivatalos lapjaként indított Református Szemle első száma 1908. január 10-én került ki a sajtó alól, és azóta folyamatosan jelenik meg. 1908-tól 1950-ig az Erdélyi Református Egyházkerület kiadványa volt, majd 1951-től az Erdélyi Református Egyházkerület, a Királyhágómelléki Református Egyházkerület, valamint a Romániai Evangélikus-Lutheránus Egyház folyóirata lett. A Folyóirat kéthavonként jelenik meg 120 oldalas terjedelemben.

## Előzménye és mellékletei
Az Erdélyi Református Egyházkerület első hivatalos kiadványai az 1858-ban beindított Névkönyvek voltak. A később beindított folyóiratok pedig egyes lelkipásztorok és professzorok önkéntes szolgálata révén láttak napvilágot, de felkarolta őket a kerület hivatalos vezetősége is. Ilyenek voltak: Erdélyi Protestáns Közlöny (Egyházi és iskolai hetilap) (Szász Gerő, 1871), Egyházi és Iskolai Szemle (Nagyenyed, 1876, indította: Bartók György), Erdélyi Protestáns Lap (1898, szerkesztők: Molnár Albert, Nagy Károly).

## A lap szerkesztői
A Református Szemle szerkesztői többnyire  teológiai tanárok voltak (*): Nagy Károly* (1908–1917), Ravasz László* (1918–1920), Makkai Sándor* (1921–1924), Tavaszy Sándor* (1925–1928; 1937–1948), Vásárhelyi János (1929–1936), Darkó Ákos (1949–1958), Dávid Gyula* (1959–1972), Tőkés István* (1973–1984), Gálfy Zoltán* (1984–1989), Nagy László (1990–1996), Bustya Dezső (1997–2000), Adorjáni Zoltán* (főszerkesztő: 2000-) és Buzogány Dezső* (felelős szerkesztő: 2000–).

## Munkatársak
|  |  |  |  | - Benkő András - Herepei János - Kozma Tibor - Márk Mihály - Morvay Pál - Nagy József - Sinka József - Sógor Gyula - Sulyok István - Szabó András - Szász Béla - Szebeni István - Szekeres István - Szőcs Endre | - Tóth Lajos - Tóth Zsombor - Tóthfalusi József - Tőkés Ernő - Tőkés József - Udvari András - Vajda Ferenc - Varga László - Várhelyi Boldizsár - Vékás Lajos - Virág Károly - Visky S. Béla - Zágoni Albu Zoltán - Zsisku János |